# Rixton

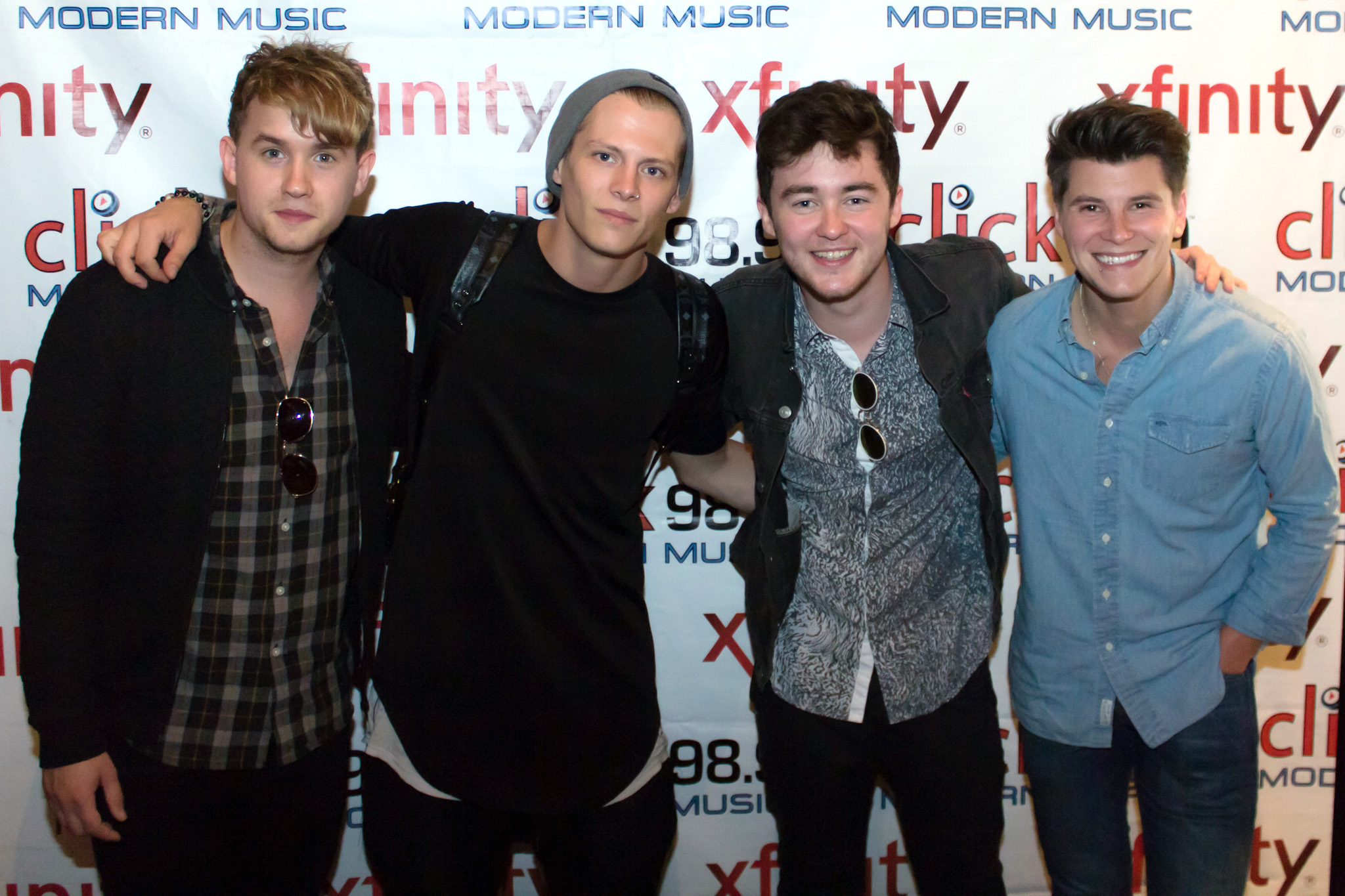
Rixton beim Click 98.9 New Artist Showcase (2014)

Rixton ist eine britische R&B-Popband aus Manchester.

## Bandgeschichte
In den späten 2000ern trafen sich Schulabbrecher Jake Roche und Studiumsabbrecher Danny Wilkin und zogen gemeinsam als Musiker durch Manchester. Einige Zeit später schloss sich ihnen der Gitarrist Charley Bagnall an, bevor sie 2012 zusammen mit dem Schlagzeuger Lewi Morgan die endgültige Besetzung für die Band Rixton hatten. Zuerst waren sie nur lokal unterwegs, machten aber über ihren YouTube-Channel auf sich aufmerksam, auf dem sie Coverversionen von Taylor Swift, R. Kelly, Rita Ora und Chris Brown veröffentlichten. Scooter Braun, Manager von Justin Bieber, holte sie zu einem Plattenlabel und mit Benjamin Levin alias Benny Blanco fanden sie einen namhaften Produzenten. Im Frühjahr 2014 folgte ihre erste eigene Veröffentlichung, die EP Me and My Broken Heart. Sie entstand mit Unterstützung bekannter Songwriter wie Ed Sheeran, Rob Thomas und Steve Mac. Das Titellied erreichte in den USA Platz 14 in den Billboard Hot 100. In ihrer Heimat wurde es erst im Sommer veröffentlicht und sprang sofort auf Platz eins der britischen Charts.

## Mitglieder
- Jake Roche (* 16. September 1992), Sänger, Rhythmusgitarre

Er ist der Sohn von Schauspieler Shane Richie und Sängerin Coleen Nolan (von den Nolans) und hatte selbst schon einige Auftritte als Schauspieler.
- Charley Bagnall, Gitarre

Er stammt aus Essex.
- Danny Wilkin, Bassgitarre, Keyboard
- Lewi Morgan, Schlagzeug

## Diskografie
Alben
- Let the Road (2015)

Lieder
- Make Out (2013)
- Me and My Broken Heart (2014)
- Wait on Me (2014)
- We All Want the Same Thing (2015)

## Auszeichnungen für Musikverkäufe
| Goldene Schallplatte - Italien - 2018: für die Single Me and My Broken Heart - Kanada - 2014: für die Single Me and My Broken Heart - Rumänien - 2016: für das Album Let the Road - Spanien - 2024: für die Single Me and My Broken Heart | Platin-Schallplatte - Brasilien - 2024: für die Single Me and My Broken Heart - Dänemark - 2014: für das Streaming Me and My Broken Heart - Neuseeland - 2022: für die Single Me and My Broken Heart - Schweden - 2014: für die Single Me and My Broken Heart |

Anmerkung: Auszeichnungen in Ländern aus den Charttabellen bzw. Chartboxen sind in ebendiesen zu finden.
| Land/RegionAuszeichnungen für Musikverkäufe (Land/Region, Auszeichnungen, Verkäufe, Quellen) | Gold     | Platin     | Verkäufe  | Quellen              |
| -------------------------------------------------------------------------------------------- | -------- | ---------- | --------- | -------------------- |
| Brasilien (PMB)                                                                              | —        | Platin1    | 60.000    | pro-musicabr.org.br  |
| Dänemark (IFPI)                                                                              | —        | Platin1    | —         | ifpi.dk              |
| Deutschland (BVMI)                                                                           | Gold1    | —          | 150.000   | musikindustrie.de    |
| Italien (FIMI)                                                                               | Gold1    | —          | 25.000    | fimi.it              |
| Kanada (MC)                                                                                  | Gold1    | —          | 40.000    | musiccanada.com      |
| Neuseeland (RMNZ)                                                                            | —        | Platin1    | 30.000    | radioscope.co.nz     |
| Rumänien (UFPR)                                                                              | Gold1    | —          | 2.000     | Einzelnachweise      |
| Schweden (IFPI)                                                                              | —        | Platin1    | 40.000    | sverigetopplistan.se |
| Spanien (Promusicae)                                                                         | Gold1    | —          | 30.000    | elportaldemusica.es  |
| Vereinigte Staaten (RIAA)                                                                    | —        | Platin1    | 1.000.000 | riaa.com             |
| Vereinigtes Königreich (BPI)                                                                 | —        | Platin1    | 600.000   | bpi.co.uk            |
| Insgesamt                                                                                    | 5× Gold5 | 6× Platin6 |           |                      |